# أرتور لوبيز (لاعب كرة قدم)
أرتور لوبيز (بالإسبانية: Arturo López) هو لاعب كرة قدم بوليفي في مركز حراسة المرمى، ولد في 20 مايو 1935 في بوليفيا. شارك مع منتخب بوليفيا لكرة القدم. أما مع النوادي، فقد لعب مع شاكو بتروليرو.

## وصلات خارجية
- أرتور لوبيز على موقع الاتحاد الدولي (مؤرشف)  (الإنجليزية)
- أرتور لوبيز على موقع قاعدة بيانات كرة القدم.إي يو (الإنجليزية)
- أرتور لوبيز على موقع عالم كرة القدم.نت (الإنجليزية)